# 페인 필드

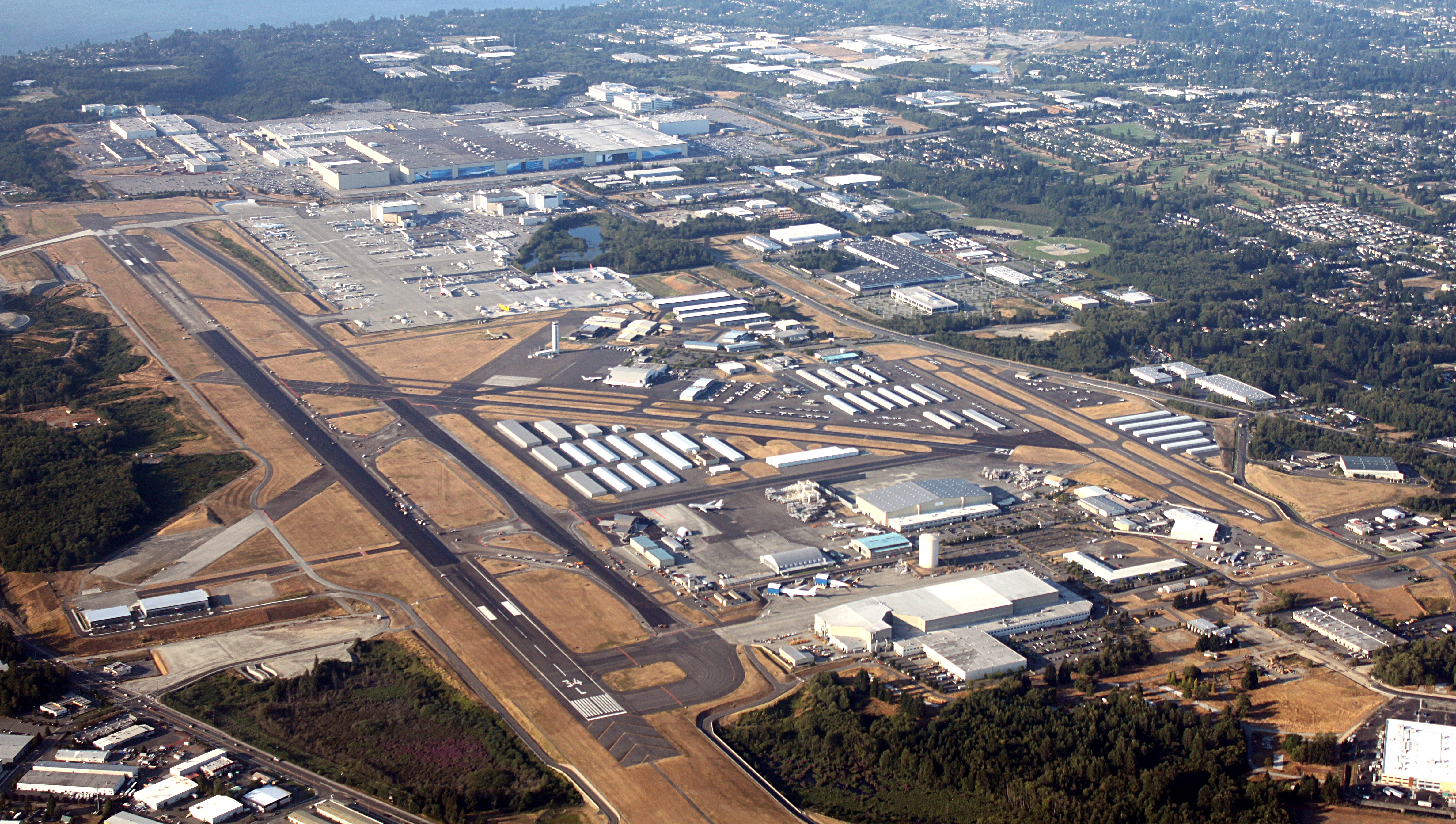

페인 필드(Paine Field, IATA: PAE, ICAO: KPAE, FAA LID: PAE)는 미국 워싱턴주의 시애틀 메트로폴리턴 에어리어를 관할하는 상업용 공항이다. 시애틀에서 북쪽으로 약 40킬로미터 거리의 무킬테오와 에버렛 사이 스노호미시군에 위치해 있다. 페인 필드의 면적은 육지로 5.32제곱 킬로미터이다.
이 공항은 공공사업진흥국에 의해 1936년 건설되었으며 1939년 상용 서비스가 시작되었다.